# Thamnium longirostre
Thamnium longirostre là một loài Rêu trong họ Neckeraceae. Loài này được (Hook.) E. Britton miêu tả khoa học đầu tiên năm 1896.